# Crypthelia studeri
Crypthelia studeri är en nässeldjursart som beskrevs av Stephen D. Cairns 1991. Crypthelia studeri ingår i släktet Crypthelia och familjen Stylasteridae. Inga underarter finns listade i Catalogue of Life.